# EXIT (J-WALKのアルバム)
『EXIT』（イグジット）は、J-WALKの4枚目のオリジナルアルバム。1985年6月25日にBOURBON RECORDSから発売された。

## 概要
前作『SENTIMENTAL ROAD』から2年半ぶりのアルバム。

## 収録曲
（全編曲：J-WALK）
1. Keikoの消息
作詞：松井五郎、作曲：杉田裕
後に7枚目のシングルとしてシングルカットされた。
渡辺自動車研修所 イメージソング
2. 助演女優
作詞：松井五郎、作曲：長島進
3. スケアクロウ
作詞：松井五郎、作曲：知久光康
4. ラバーソールに風が吹く
作詞：松井五郎、作曲：田切純一
5. ユア・マイ・フレンド
作詞：YABU、作曲：長島進
6枚目のシングル。
WATANABE DRIVER'S SCHOOL CFイメージソング
6. 青いアイシャドウ
作詞：松井五郎、作曲：杉田裕
7. それはRainではじまった
作詞：松井五郎、作曲：近藤敬三
8. 息もできない愛しさで
作詞：松井五郎、作曲：中村耕一
9. Kid
作詞：松井五郎、作曲：田切純一
10. ハートブレイク・ソング
作詞：天野滋、作曲：長島進